# Lieuwe de Boer
Lieuwe de Boer (* 26. Juni 1951 in Ureterp, Friesland) ist ein ehemaliger niederländischer Eisschnellläufer.

## Leben
De Boer begann seine sportliche Karriere als Radfahrer. Nach einem schweren Sturz wechselte er allerdings zum Eisschnelllauf und wurde Spezialist über 500 Meter. Bei den Sprintweltmeisterschaften konnte er sich drei Mal unter dem Top Ten platzieren. Sein bestes Ergebnis war Rang 6 im Jahr 1979. Im folgenden Jahr qualifizierte er sich für die Olympischen Winterspiele in Lake Placid. Dort gewann er über 500 Meter die Bronzemedaille. Sein zweites Rennen, über 1000 Meter, beendete er auf dem 10. Platz. 1981 konnte de Boer den nationalen Meistertitel im Sprint gewinnen. Er qualifizierte sich außerdem für die Olympischen Winterspiele 1984, wurde aber nicht nominiert.
Nach dem Ende seiner aktiven Karriere arbeitete de Boer als Eisschnelllauftrainer.

## Persönliche Bestzeiten
| Strecke | Zeit        | Datum             | Ort        |
| ------- | ----------- | ----------------- | ---------- |
| 0500 m  | 37,66 s     | 30. Januar 1981   | Davos      |
| 1000 m  | 1:16,65 min | 19. Januar 1980   | Davos      |
| 1500 m  | 2:02,44 min | 30. Dezember 1981 | Inzell     |
| 3000 m  | 4:49,20 min | 1. März 1982      | Heerenveen |
| 5000 m  | 8:30,30 min | 2. März 1982      | Heerenveen |